# Judo na Igrzyskach Ameryki Południowej 2014
Turniej judo na igrzyskach Ameryki Południowej odbył się w dniach 11-14 marca 2014 w Santiago na terenie Centro de Entrenamiento Olímpico. W tabeli medalowej tryumfowali zawodnicy z Brazylii.

## Klasyfikacja medalowa
Gospodarz zawodów został zaznaczony kolorem.
| Miejsce | Państwo   |    |    |    | Razem |
| ------- | --------- | -- | -- | -- | ----- |
| 1       | Brazylia  | 5  | 2  | 7  | 14    |
| 2       | Ekwador   | 3  | 2  | 5  | 10    |
| 3       | Kolumbia  | 2  | 1  | 4  | 7     |
| 4       | Argentyna | 1  | 4  | 2  | 7     |
| 5       | Wenezuela | 1  | 3  | 7  | 11    |
| 6       | Peru      | 1  | 1  | 1  | 3     |
| 7       | Chile     | 0  | 1  | 1  | 2     |
| 8       | Urugwaj   | 0  | 1  | 0  | 1     |
| Razem   | Razem     | 14 | 14 | 28 | 56    |

## Medaliści

### Mężczyźni
| Konkurencja: | Złoto:           | Srebro:         | Brąz:                                |
| −60kg        | Breno Alves      | Juan Postigos   | Javier Guédez Sebastián Pérez        |
| −66kg        | Humberto Wong    | Sergio Mattey   | Israel Verdugo Vinicius Sakamoto     |
| −73kg        | Eduardo Barbosa  | Alejandro Clara | Luis Galindo Fernando Ibáñez         |
| −81kg        | Fernando Salazar | Derian Castro   | Gustavo Assis Arturo Zapata          |
| −90kg        | Mervin Rodríguez | Juan Romero     | Cristian Schmidt Eduardo Costa Lucas |
| −100kg       | Jose Merlin      | Héctor Campos   | Anthoni Peña Rafael Buzacarini       |
| Ponad 100kg  | David Moura      | Pedro Pineda    | Freddy Figueroa Luis Salazar         |

### Kobiety
| Konkurencja: | Złoto:           | Srebro:             | Brąz:                                  |
| −48kg        | Paula Pareto     | Diana Cobos         | Gabriela Chibana Luz Álvarez           |
| −52kg        | Jéssica Pereira  | Oritia González     | Yasmin Laura Tatiana Lucumi            |
| −57kg        | Yadinis Amaris   | Ketleyn Quadros     | Diana Villavicencio Anriquelis Barrios |
| −63kg        | Estefanía García | Gimena Leffeuillade | Luciana Castillo Mariana Silva         |
| −70kg        | Yuri Alvear      | Bárbara Timo        | Elvismar Rodríguez Vanessa Chalá       |
| −78kg        | Diana Chalá      | Yessica Rojas       | Jacqueline Usnayo Renata da Silva      |
| Ponad 78kg   | Claudirene Cézar | Marlín Viveros      | Samantha da Cunha Yuliana Bolívar      |